# Prawo talionu
Prawo talionu, kara talionu, talion, lex talionis (łac. talio „odwet”, od talis „taki sam”) – zasada prawa, wyrażająca jego sprawiedliwość, według której sankcja była identyczna ze skutkiem przestępstwa. Znana z obrazowej, starożytnej sentencji oko za oko, ząb za ząb.
Jej stosowanie jest charakterystyczne dla społeczeństw pierwotnych. Uwzględniał ją m.in. kodeks Hammurabiego, ale wyłącznie w przypadkach, kiedy sprawca miał ten sam status społeczny, co ofiara:

Jeśli pełnoprawny obywatel wybił oko członkowi klasy pełnoprawnych obywateli, wyrwą mu oko.
Jeśli złamał kość pełnoprawnego obywatela, złamią mu kość.

Ustawa Dwunastu Tablic groziła takim odwetem warunkowo, w razie trwałego okaleczenia. Tablica 8,2 si membrum rup(s)it, ni cum eo pacit, talio esto (jeśli ktoś pozbawił drugiego części ciała i nie zawarł z nim ugody, niech zostanie wykonane na nim prawo talionu). Ugoda (pactum) zobowiązywała sprawcę do zapłaty odszkodowania w uzgodnionej wysokości. Kara za złamanie kości była ustalona ustawowo, wedle Tablicy 8,3 wynosiła 300 asów za wolnego i 150 za niewolnika (płatnych do rąk właściciela).